# Асарс, Янис
Янис Асарс (латыш. Jānis Asars; 27 февраля 1877 года — 31 июля 1908 года) — латышский художественный и литературный критик, публицист.

## Биография
Янис Асарс родился 27 февраля 1877 года в имении «Мичкены» Каугерской волости, недалеко от города Вольмар, на территории сегодняшнего Валмиерского края, в крестьянской семье арендатора земельного участка. Брат — Херманис Асарс — журналист и общественный деятель.
Учился в Каугерской волостной школе (1885—1888), в частной школе Е. Гейне в Вольмаре (1888—1891). Окончил Николаевскую гимназию в Риге (1891—1896). Учился на химическом факультете Рижского политехнического института (1896—1899, 1900—1902), был исключён за революционную деятельность. С марта по май 1902 года находился под арестом.
Печататься начал в 1892 году. Сотрудничал с газетой «Dienas Lapa» (1897) и журналом «Mājas Viesa Mēnešraksts» (с 1901). Во время революционных событий 1905 года работал в Рижском федеративном комитете, участвовал в работе учительского съезда.
После наступления реакции переехал в Санкт-Петербург, работал в издающихся на латышском языке изданиях: «Pēterburgas Atbalsis» (также редактор), «Pēterburgas Latvietis» (член редколлегии), «Progress», «Ņevas Viļņi». Скрываясь от жандармского преследования в 1906 году уехал в Финляндию, где некоторое время редактировал журнал «Rīts».
Постоянное нервное напряжение сказалось на душевном здоровье Яниса Асарса. Брат устроил для него лечение в частной клинике А. Шенфельда в Риге, откуда, по настоянию властей, его вскоре перевели в муниципальную больницу.
31 июля 1908 года Янис Асарис умер, похоронен на рижском Большом кладбище. В 1926 году на могиле был установлен памятник, в 1929 году решением городской Думы его именем была названа улица.

## Публикации
- «Mākslas un kultūras sakars XIX gadu simtenī» («Культура и искусство в XIX столетии», 1901)
- «Jaunākais mūsu rakstniecībā» («Наши молодые писатели», 1902)
- «Gogolis» («Гоголь», 1902)
- «Emīls Zolā» («Эмиль Золя», 1902)
- «Vēstules par ārzemju rakstniecību» («Записки о зарубежных писателях», 1902)
- «Jaunākās parādības mūsu rakstniecībā» («Последние работы наших писателей», 1904)
- «Aspazija un viņas dzeja» («Поэзия Аспазии», 1904)
- «Māksla un revolūcija» («Искусство и революция», 1906)
- «Henriks Ibsens — jaunlaiku klasiķis» (Генрик Ибсен — современный классик, 1903)
- «Ko Andrievs Niedra mums sludina?» («Что проповедует Андриевс Ниедра?», 1905)
- «Mūsu tautskola» («Наша народная школа», 1905)
- «Kā Baltijas muižniecība tikusi pie savām privilēģijām» (Как балтийское дворянство получило свои привилегии, 1907)
- «Spīdzināšanas Baltijā» (Пытки в Балтии, 1907)
- «Vispārīga pasaules rakstniecības vēsture» (Всеобщая история мировой литературы. Том 1, 1907)